# Processus de Kiefer
Le processus de Kiefer est un mouvement brownien {\displaystyle (K(t,x))_{0\leq t\leq 1,x\geq 0}} à deux paramètres introduit par le mathématicien américain Jack Kiefer afin de voir le processus empirique comme un processus gaussien à deux paramètres. En particulier, en fixant le paramètre {\displaystyle x} le processus de Kiefer est un pont brownien et en fixant le paramètre {\displaystyle t} il devient un mouvement brownien.

## Définition et propriétés
Soit {\displaystyle W(t,x)} un processus de Wiener (ou mouvement brownien) à deux paramètres. Un processus de Kiefer {\displaystyle (K(t,x))_{0\leq t\leq 1,x\geq 0}} est défini par
Le processus de Kiefer vérifie les propriétés suivantes :
- Si on fixe le paramètre {\displaystyle t}, le processus de Kiefer est un mouvement brownien. Formellement, {\displaystyle \forall 0<t_{0}<1,W(x)={\frac {K(t_{0},x)}{\sqrt {t_{0}(1-t_{0})}}},x\geq 0} est un mouvement brownien ;
- Si on fixe le paramètre {\displaystyle x}, le processus de Kiefer est un pont brownien. Formellement, {\displaystyle \forall x_{0}>0,P(t)={\frac {K(t,x_{0})}{\sqrt {x_{0}}}},0\leq t\leq 1} est un pont brownien. ;
- {\displaystyle P_{n}(t)=K(t,n)-K(t,n-1),0\leq t\leq 1,n\in \mathbb {N} ^{*}} est une suite de ponts browniens indépendants ;
- {\displaystyle \mathbb {E} [K(t,x)]=0} et la fonction de covariance de {\displaystyle K(t,x)} est donnée par {\displaystyle \mathbb {E} [K(t_{1},x_{1})K(t_{2},x_{2})]=(t_{1}\wedge t_{2}-t_{1}t_{2})(x_{1}\wedge x_{2}).}

## Approximation forte du processus empirique
Jack Kiefer fut le premier mathématicien à considérer le processus empirique {\displaystyle \alpha _{n}(t)} comme un processus à deux paramètres et que celui-ci devait par conséquent être approché par un processus gaussien bidimensionnel. Il prouve notamment que si {\displaystyle (U_{n})_{n\in \mathbb {N} ^{*}}} est une suite de variables i.i.d. de loi uniforme sur {\displaystyle [0,1]}, il existe un processus de Kiefer {\displaystyle (K(t,x))_{0\leq t\leq 1,x\geq 0}} vérifiant presque-sûrement
Les mathématiciens Komlós, Tusnády et Major approchent fortement le processus empirique uniforme avec le processus de Kiefer avec une meilleure borne,. Précisément, si {\displaystyle (U_{n})_{n\in \mathbb {N} ^{*}}} est une suite de variables i.i.d. de loi uniforme sur {\displaystyle [0,1]} alors il existe un processus de Kiefer {\displaystyle (K(t,x))_{0\leq t\leq 1,x\geq 0}} tel que pour tout {\displaystyle x,n}, presque-sûrement 
où {\displaystyle C,\lambda ,L} sont des constantes universelles positives. Ce qui entraîne d'après le lemme de Borel-Cantelli : presque-sûrement,